# District de Ghanzi

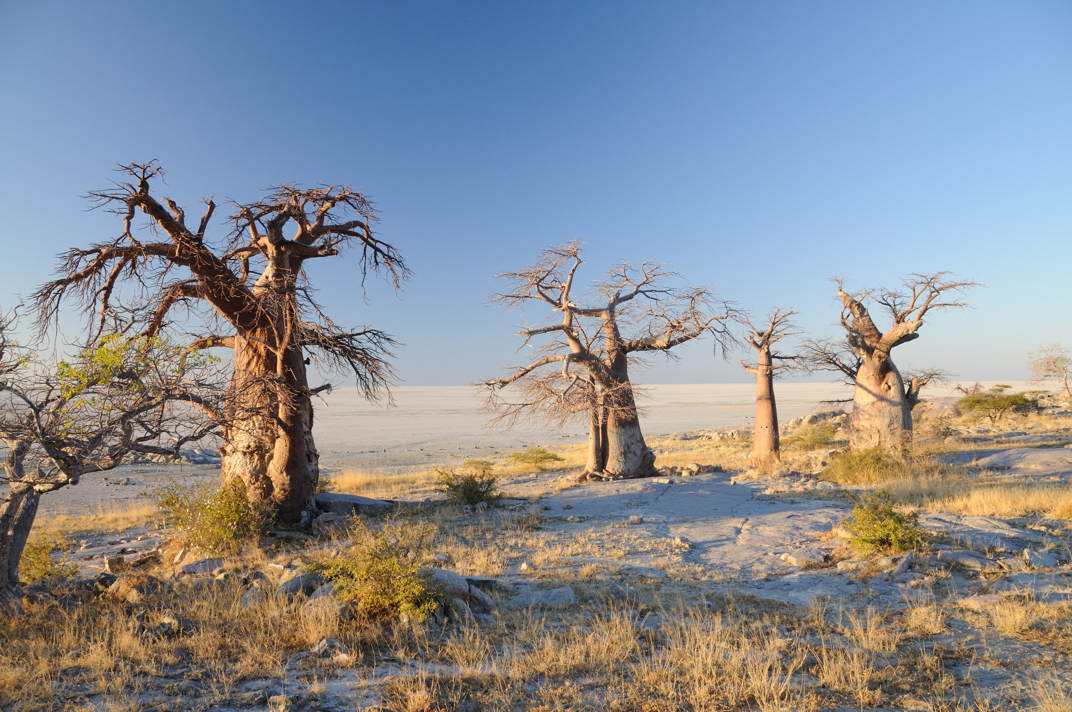
Makgadikgadi Pans

Le District de Ghanzi est un district du Botswana, situé au centre-ouest du pays et limité à l'ouest par la frontière avec la Namibie. Sa capitale est Ghanzi.

## Sous-districts
- Central Kgalagadi Game Reserve
- Ghanzi